# キム・デミョン
キム・デミョン（韓: 김대명、漢: 金大明、英:  Kim Dae-myeung、1981年2月16日 - ）は、韓国の俳優。所属事務所はUAA（United Artists Agency）。成均館大学校演技芸術学科修了。

## 出演作

### 映画
- 犬の戦争（2012年） - ポック役
- テロ、ライブ（2013年） - バク・シンオ声役
- さまよう刃（2014年） - ヤン・テソム役
- ポイントブランク ～標的にされた男～（朝鮮語版）（2014年） - チャン・ギュホ役
- 王の涙  イ・サンの決断（2014年） - カン・ヨンフィ役
- タチャ：神の手（2014年） - ビリヤード場社長役
- ビューティー・インサイド（2015年） - ウジン役
- 造られた殺人（2015年） - ハン・スンウ役
- インサイダーズ／内部者たち（2015年） - 記者役
- 君が描く光／ケチュンばあちゃん（2016年） - 医師役
- ラスト・プリンセス 大韓帝国最後の皇女（2016年） - キム・ボングク役
- パンドラ（2016年） - ギルソプ役
- 犯人は生首に訊け（2017年）- サングン役
- ゴールデンスランバー（2018年） - ジャン・ドンギュ役
- 麻薬王（2018年） - イヅファン役
- 連鎖（2020年） - ソック役
- 国際捜査！（2020年） - マンチョル役
- 汚れたお金に手を触れないで（2020年）

### ドラマ＆シチュエーションコメディ
- ミセン（2014年、tvN） - キム・ドンシク役
- 赤い月（2015年、KBS2） - イ・ソン（思悼世子）役
- サウンド・オブ・ハート（2016年、KBS2） - チョ・ジュン役
- 賢い医師生活（2020年、tvN） - ヤン・ソッキョン役
- 賢い医師生活2（2021年、tvN） - ヤン・ソッキョン役
- 交渉の技術（2025年、JTBC）- オ・スニョン役

### 公演
- 演劇「鬼の家に来てください」（2007年） - プロデューサー役
- 演劇「ガンテクグ」（2007年）
- 演劇「魚男」（2007年） - キム・ジンマン役
- ミュージカル「地下鉄1号線」（2008年） - タンスェ役
- 演劇「カンフルのバカ」（2008年） - 昇竜役
- 演劇「動物園物語」（2009年） - ピーター役
- ミュージカル「アサシン」（2009年） - ジョン・B・ヒンクレー役

### ミュージックビデオ
- ヨンジュン （ ブラウンアイドソウル ） - ニー考えだけ（2015）

### バラエティ
- 賢いキャンプ生活（2021年、YouTube）[3]
- 賢い山村生活（2021年、tvN）[4]

## 賞とノミネート
| 年度 | 授賞式                    | 部門               | 作品   |
| ---- | ------------------------- | ------------------ | ------ |
| 2015 | 第51回百想芸術大賞        | TV部門男新人演技賞 | ミセン |
| 2015 | 第8回コリアドラマアワード | 男優秀演技賞       | ミセン |
| 2015 | 第4回スターアワード       | 男演技賞           | ミセン |
| 2015 | KBS演技大賞               | 男連作・寸劇       | 赤い月 |
| 2017 | 第26回夫日映画賞          | 助演男優賞         | 分解   |
| 2017 | 第1回ソウルアワーズ       | 映画部門助演男優賞 | 分解   |
| 2017 | 第38回青龍映画賞          | 助演男優賞         | 分解   |
| 2018 | 第23回椿事映画祭          | 助演男優賞         | 分解   |
| 2021 | 第41回黄金撮影賞映画祭    | 審査員特別賞       | 石ころ |